# Duomo di Piacenza
La cattedrale di Santa Maria Assunta e Santa Giustina è il principale luogo di culto cattolico di Piacenza, chiesa madre della diocesi di Piacenza-Bobbio. Ha la dignità di basilica minore. Dal 1940 è monumento nazionale.

## Storia
Originariamente, la prima cattedrale di Piacenza fu la basilica di Sant'Antonino, situata all'esterno della cinta muraria cittadina, mentre in quella che sarebbe divenuta piazza Duomo, fu costruita alla metà dell'VIII secolo la chiesa di San Giovanni Evangelista, che successivamente, avrebbe assunto la denominazione de Domo e che svolse un importante ruolo affiancando la cattedrale e, talvolta, sostituendola, come nel caso della sepoltura di diversi vescovi piacentini. Questa chiesa venne accorciata a seguito della costruzione del duomo e, infine, distrutta nel 1544 per permettere l'allargamento della superficie della piazza.
La costruzione della cattedrale di Piacenza venne avviata nel 1122 ad opera del vescovo de' Gabrielli in seguito alla distruzione della preesistente cattedrale, dedicata a Santa Giustina e costruita a partire dall'885, dopo il terremoto del 1117. L'anno di fondazione è testimoniato da un'epigrafe collocata al di sopra del portale posto sul lato sud dell'edificio.
I lavori di costruzione dell'edificio furono divisi, secondo gli storici, in due o tre fasi: secondo la prima ipotesi la prima fase sarebbe durata dal 1122 al 1150 (1160 secondo alcuni studi) e avrebbe visto la costruzione della zona absidale e presbiteriale, del transetto, delle prime due campate della navata meridionale, della parte bassa della facciata e, infine, di tutto il lato settentrionale dell'edificio, inclusa parte della torre fino a un'altezza superiore alle arcate. Il completamento della costruzione sarebbe, invece, ascrivibile al periodo 1202-1235 oppure 1207-1250.
L'ipotesi delle tre fasi vede, invece, la costruzione, su progetto di Niccolò e, forse, con la collaborazione di Wiligelmo per la facciata, di un primo edificio dotato di transetti nel periodo intercorso tra gli ultimi anni dell'XI secolo e i primi anni del XII secolo, antecedente, quindi, alla data indicata sull'epigrafe. Questo edificio avrebbe, poi, subìto, tra il 1120 e il 1130, una serie di lavori di ripristino dei danni causati dal terremoto del 1117. Un'ultima fase, caratterizzata dall'aggiunta di elementi tipici dell'architettura gotica sarebbe stata, poi, completata all'inizio del XIII secolo, periodo in cui lavorò alla costruzione un certo Rainaldo Santo da Sambuceto.
Nel 1132 l'edificio sarebbe stato consacrato da parte di papa Innocenzo II, mentre nel 1250 papa Innocenzo IV concesse delle indulgenze a chi offriva offerte per il completamento dell'edificio dopo che il capitolo lo aveva supplicato al riguardo lamentando l'impossibilità di portare a compimento gli ultimi lavori di costruzione.
La costruzione del campanile venne ultimata nel 1333. Sulla sua sommità, poi, nel 1341 venne posta una scultura in rame dorato raffigurante un angelo e denominata angil dal dom, opera del piacentino Pietro Vago. Nel 1495, su un lato della torre, venne aggiunta, su ordine di Ludovico il Moro, una gabbia in ferro con la funzione di monito per i delinquenti.
Negli ultimi anni del XVI secolo furono avviati dal vescovo Rangoni importanti lavori di restauro durante i quali venne ampliata l'area presbiteriale e vennero aggiunti nuovi affreschi barocchi opera di Ludovico Carracci e Camillo Procaccini.
A partire dal 1625 venne avviata, su impulso del vescovo Giovanni Linati, la decorazione con affreschi raffiguranti i profeti della cupola: i lavori furono inizialmente affidati al Morazzone, il quale, tuttavia, morì dopo aver completato due spicchi. I restanti affreschi furono, così, completati dal Guercino entro il 1627.
A differenza dell'interno, gli esterni della chiesa vennero sostanzialmente trascurati nel corso dei secoli, rimanendo in linea alla configurazione romanica lombarda originaria, ma soffrendo ampi danneggiamenti che arrivarono a pregiudicarne anche la staticità sul finire del XIX secolo.
Tra il 1897 e il 1902 la chiesa fu sottoposta a radicali lavori di restauro per volere del vescovo Giovanni Battista Scalabrini: i lavori, guidati dall'architetto Camillo Guidotti, con lo scopo di ripristinare l'originale aspetto del tempio: all'esterno i lavori si concentrano sull'eliminazione dell'orologio posto sulla facciata, il posizionamento della croce celtica, la parziale ricostruzione del protiro centrale, il ripristino delle gallerie esterne e l'eliminazione degli edifici abitativi addossati al tempio. All'interno, invece, si procedette alla demolizione di 15 cappelle barocche e neoclassiche, al distacco degli affreschi aggiunti alla fine del XVII secolo da Marcantonio Franceschini, all'aggiunta di nuovi affreschi neomedievali e del pulpito, progettato dallo stesso Guidotti. I lavori di restauro furono interrotti dalla morte di Scalabrini, avvenuta nel 1905.

## Descrizione

### Esterno

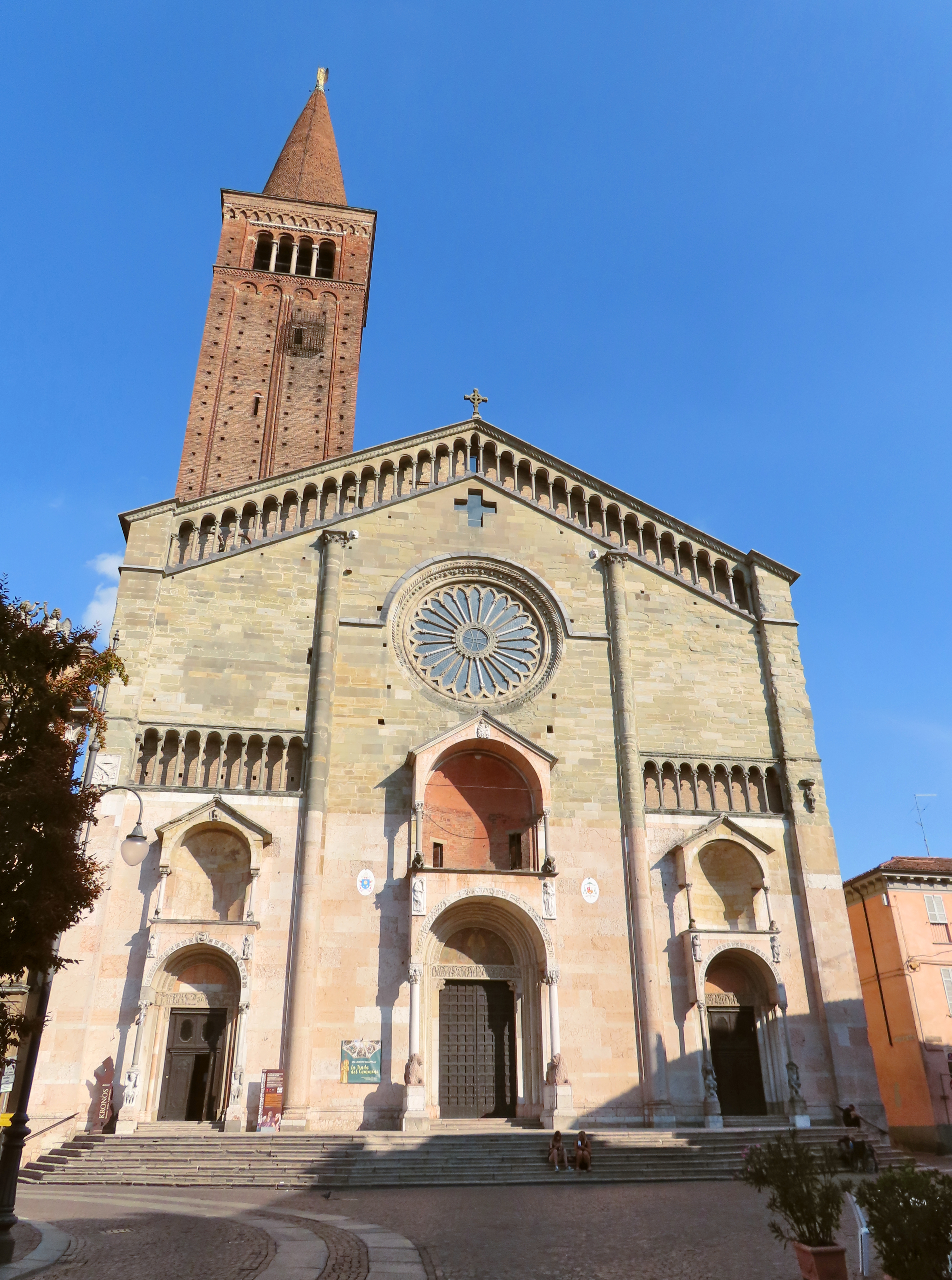
Facciata

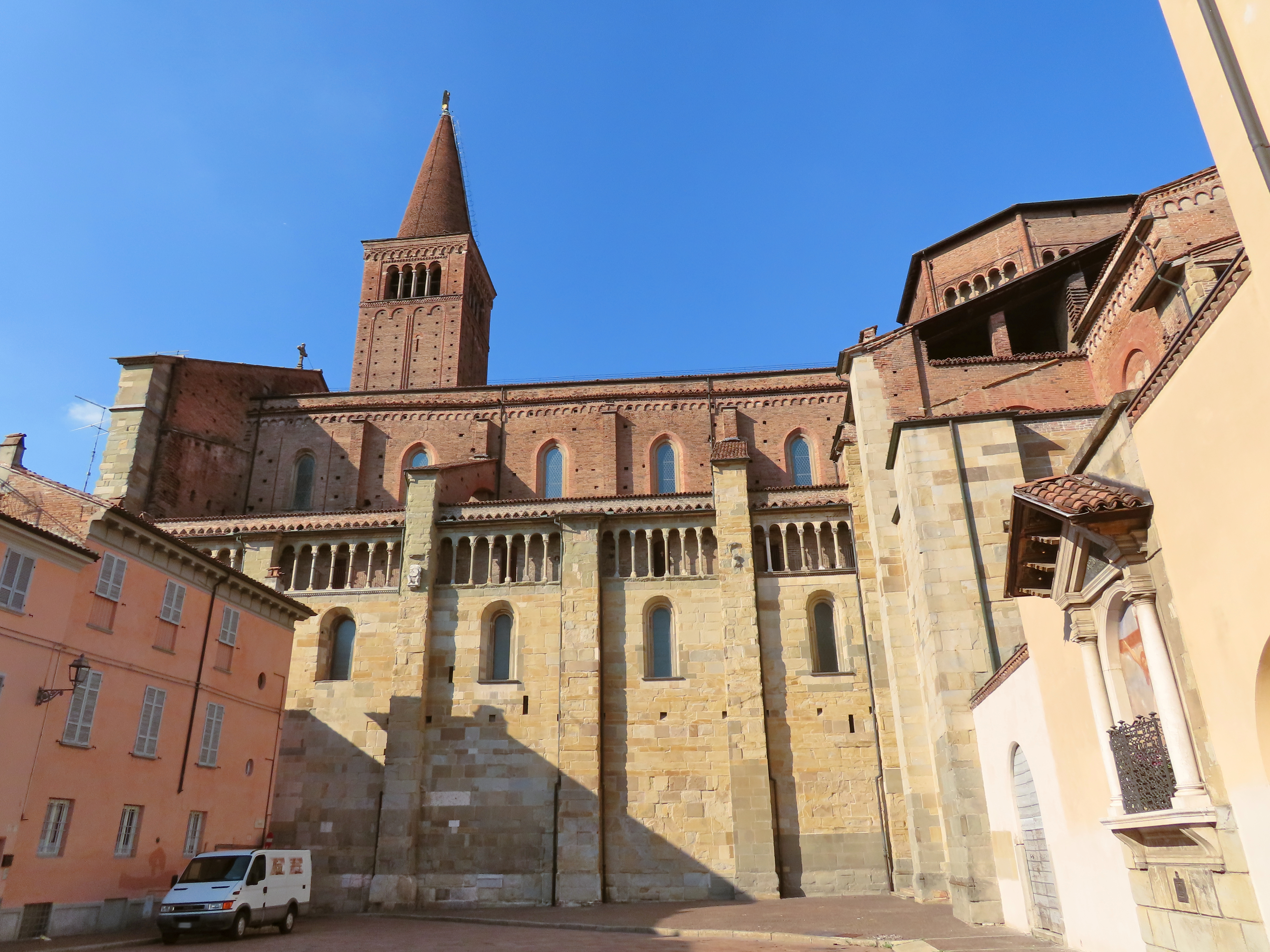
Lato sud

La facciata principale dell'edificio, monocuspiadata a capanna e posta sull'omonima piazza, è preceduta da una scalinata in marmo composta da 7 gradini e si divide verticalmente in due parti, quella bassa realizzata in marmo rosa di Verona e quella alta realizzata in arenaria. La parte alta è sormontata da un corridoio di loggette. Orizzontalmente, la facciata è tripartita da due lesene verticali a semicolonna. Le due parti alta e bassa sono separate tra loro da due gallerie con archetti e colonne. Sono presenti tre portali dotati di protiri romanici caratterizzati dalla presenza di una loggia superiore e di strombature con lesene e colonne. Le colonne che sostengono i protiri laterali poggiano su delle cariatidi posizionati al di sopra di animali simbolici risalenti al XII secolo, mentre le colonne del protiro del portale principale sono sorrette da leoni stilofori.

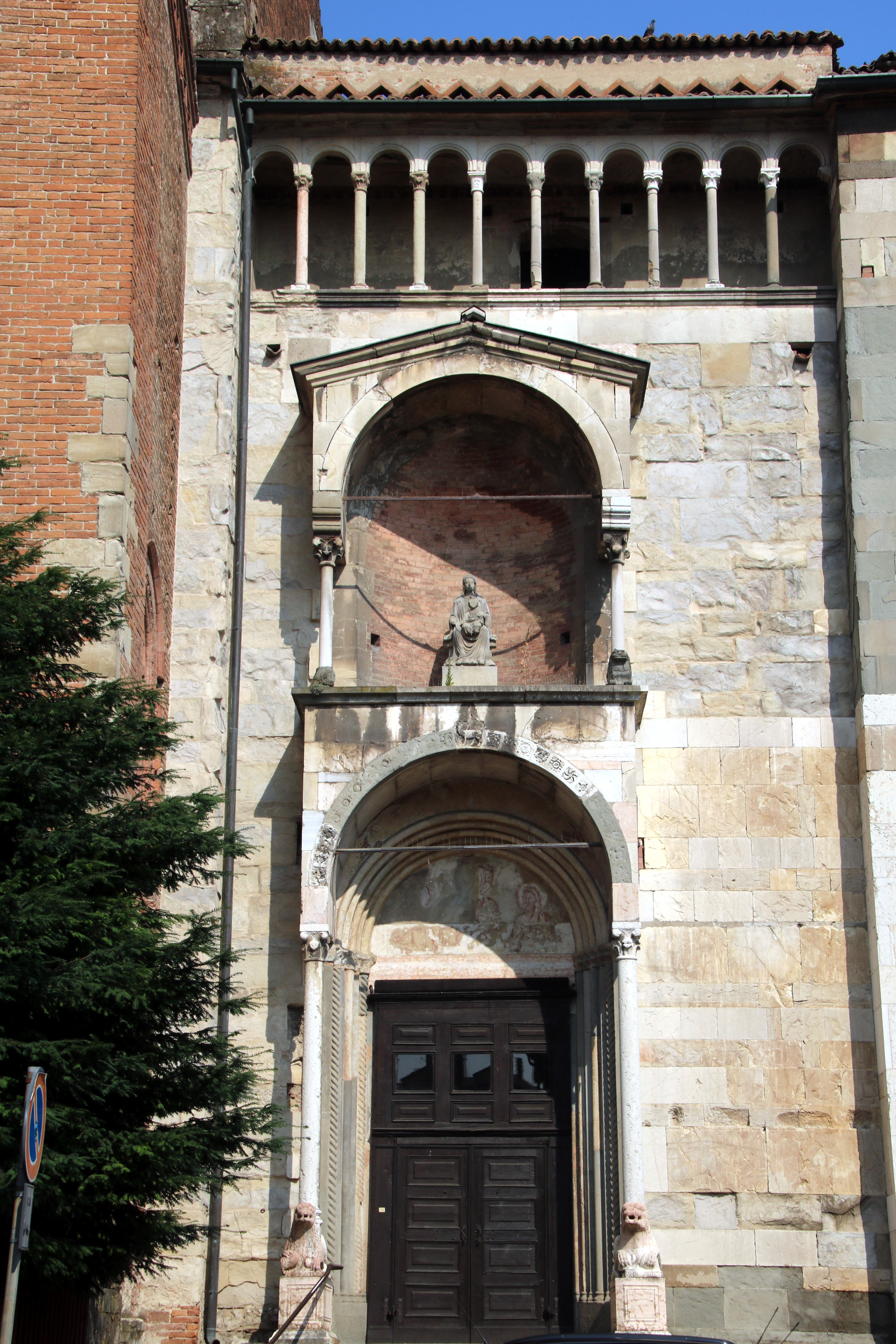
Protiro del transetto nord

Il protiro sinistro, conosciuto anche come porta del paradiso, in quanto da esso passavano i defunti al termine delle celebrazioni dei funerali, è sorretto da due telamoni. L'architrave è decorato con una serie di scene raffiguranti l'infanzia di Cristo: l'Annunciazione, la Visitazione, la Natività con la capanna, l'Annuncio ai pastori e la Visita dei re magi. L'architrave del protiro destro continua la raffigurazione di scene della vita di Cristo con la Presentazione al Tempio, la Fuga in Egitto, il Battesimo e le Tentazioni.
Il protiro centrale è sormontato dal rosone, al di sopra del quale si trova una croce.
Il campanile, realizzato in laterizio e alto 72,5 m, presenta una pianta quadrata, è appoggiato al primo pilone della navata e venne realizzato nella prima metà del XIV secolo.
La cella campanaria presenta su tutti e 4 i lati delle quadrifore dotate di colonnette binate realizzate in marmo bianco che culminano in un coronamento di archi incrociati. Sul campanile si trova una gabbia di ferro utilizzata per l'esposizione dei malfattori, mentre sulla sommità della torre è collocata la statua dell'angil dal dom realizzata in rame dorato.

### Interno

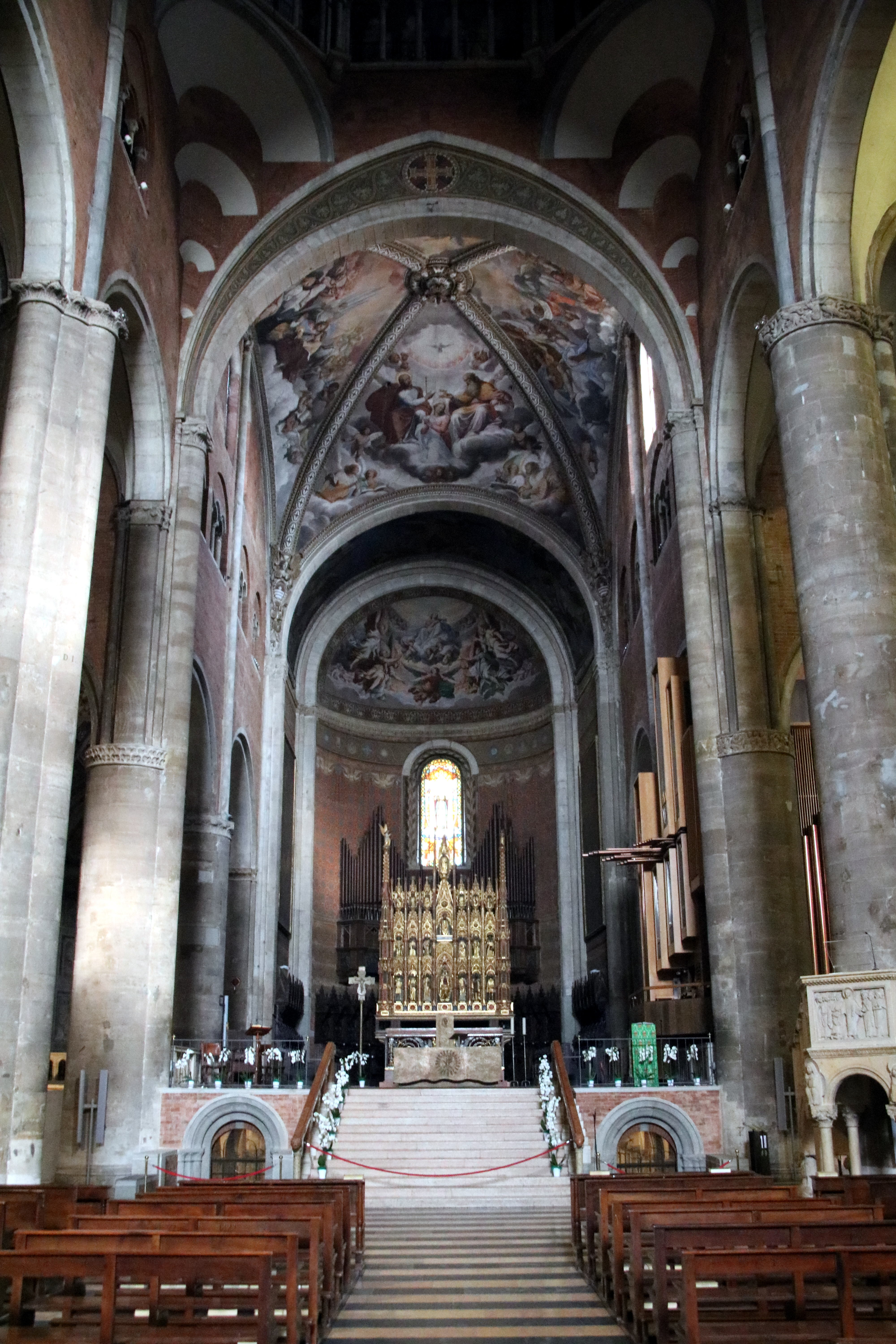
Vista dell'interno con l'altare

La struttura presenta un impianto basilicale a croce latina, in tre navate e tre campate. Le navate sono divise tra loro da venticinque massicci pilastri di forma cilindrica e terminano con absidi semicilindrici. Il transetto, il cui asse non è perpendicolare a quello della navata si presenta anch'esso suddiviso in tre navate. All'incrocio tra la navata e il transetto si trova il tiburio ottagonale al cui interno si trova la cupola, decorata con affreschi secenteschi raffiguranti i profeti, opera del Guercino e del Morazzone.

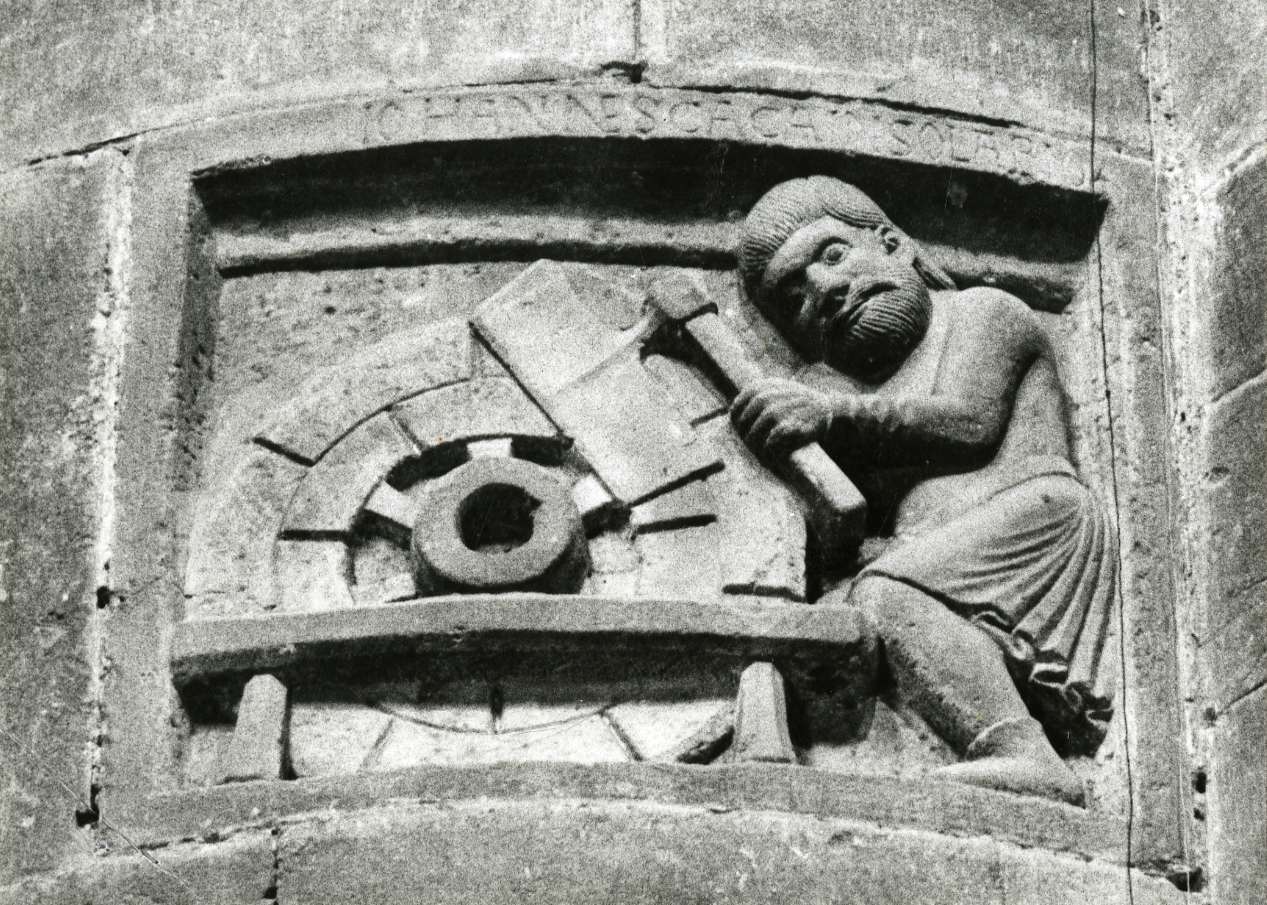
Una delle formelle poste sui pilastri

Alcuni dei pilastri furono costruiti a carico dei paratici, le corporazioni di mestiere, o di singoli cittadini. Sette di questi presentano, come firma, delle formelle con la rappresentazione dell'attività dell'associazione. Sulla formella è riportato anche il nome del paratico, scritto in latino, quasi ad indicarne la proprietà: Haec est columna furnariorum. In alcuni casi la firma scritta riporta non solo il nome del paratico, ma anche il nome proprio del cittadino che ne sponsorizzò la costruzione come Hugo tinctor o magister Johannes, costruttore, quest'ultimo, di carri.

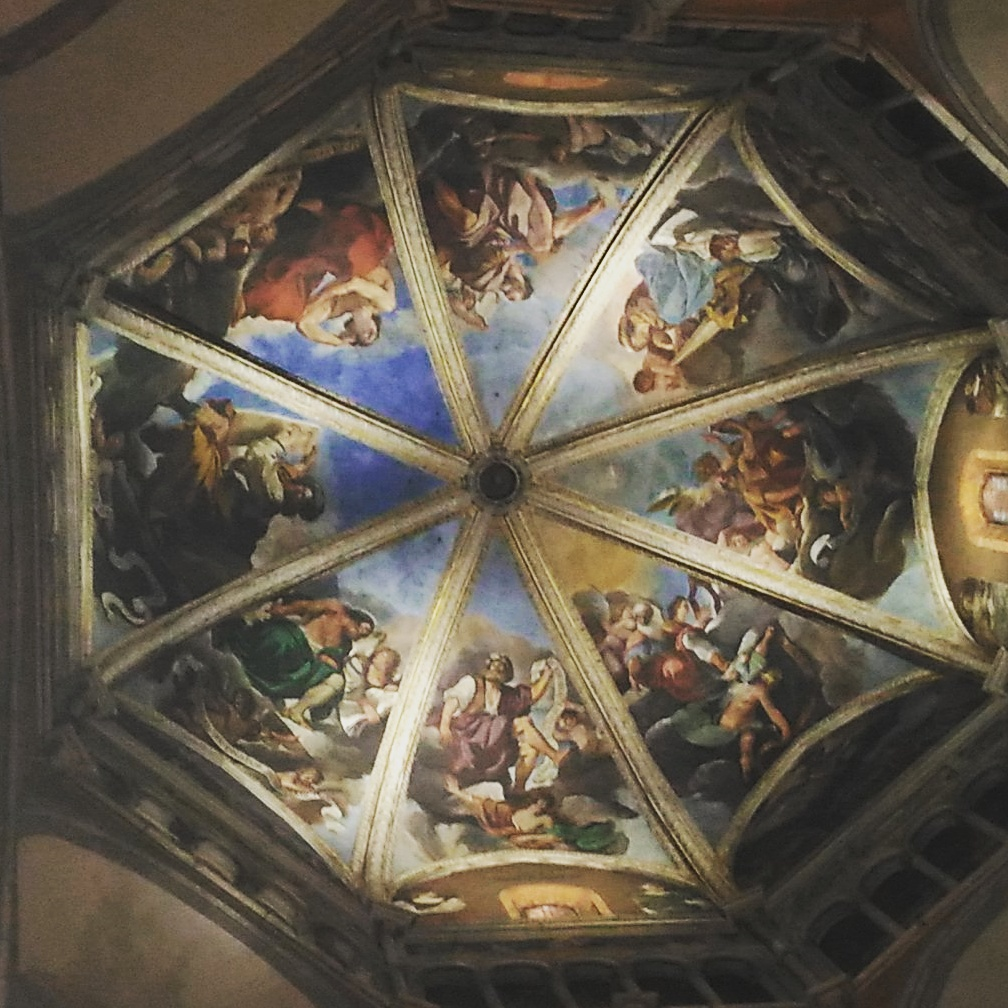
La cupola affrescata dal Morazzone e dal Guercino

I dipinti più antichi presenti all'interno risalgono al duecento: nel transetto sinistro si trova un San Cristoforo tra le figure equestri dei santi Giorgio e Antonino, mentre sul secondo pilastro destro della navata centrale è presente una Madonna col Bambino in trono tra i Santi Giovanni Evangelista e Giovanni Battista. Al XIV secolo sono ascrivibili la lunetta posta al di sopra dell'ingresso della sacrestia inferiore e un Gesù benedicente fra due sante scoperto nel 1873 da Bernardino Pollinari che provvide anche a completare la parte bassa del dipinto.

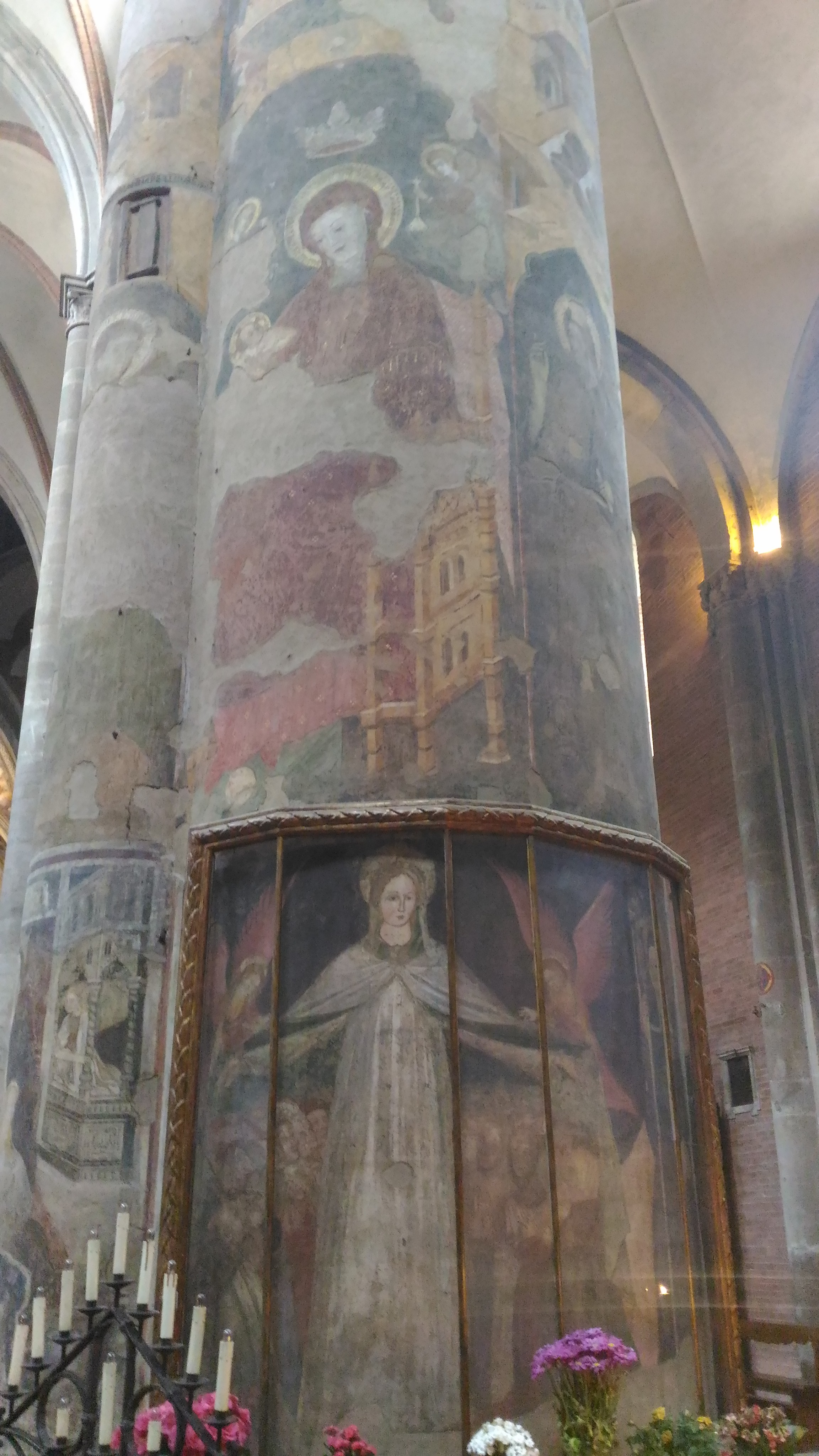
Affresco del XVI secolo posto su una colonna

I pennacchi della cupola furono dipinti dal pittore Marcantonio Franceschini alla fine del XVII secolo; di queste opere, eliminate dalla collocazione originale durante i restauri di inizio novecento, rimane solo un Sogno di san Giuseppe visibile nel transetto. Lo stesso Franceschini, con la collaborazione di Giacomo Antonio Boni e Luca Antonio Bistega, realizzò anche un ciclo di dipinti destinati a decorare la cappella dedicata alla Madonna del Popolo di cui rimangono l'Immacolata e il Padre Eterno, posti nella volta, e le allegorie poste nei peducci.
Nella navata sinistra si trovano le Storie di san Corrado Confalonieri, realizzate nei primi anni del seicento da Giambattista Galeani, mentre nel transetto sinistro si trovano i Dottori della Chiesa e gli Evangelisti, opere ricollegate agli stilemi portati da Roma dal pittore piacentino Giulio Mazzoni. Tra le tele sono presenti uno Sposalizio mistico di santa Caterina e un Beato Paolo Burali realizzate dal fiammingo Robert De Longe nel corso degli ultimi anni del XVII secolo, i Santi vescovi piacentini, opera di fine settecento realizzata dal parmense Gaetano Callani, mentre sulla controfacciata sono presenti un San Martino dona il mantello a un povero realizzato nel 1614 da parte di Ludovico Carracci e il Martirio di sant’Agnese, realizzato nel 1680 da Giovanni Evangelista Draghi.
Nella navatella sinistra del presbiterio sono ospitate un'edicola amadeesca dotata di candelabre, una scultura in legno risalente al 1479, un coro con stalli lignei opera di Giovanni Giacomo Genovesi risalente alla seconda metà del quattrocento e statue di scuola lombarda risalenti al XV secolo.
A ridosso della parete di fondo dell'abside, al di sopra di un'apposita cantoria lignea riccamente scolpita, si trova l'organo a canne Tamburini opus 16, costruito nel 1905.
Lo strumento, con mostra ceciliana composta da canne del registro di principale disposte in tre piccole cuspidi centrali e due grandi cuspidi laterali ciascuna con un'ala verso l'esterno, è stato progettato e collaudato da Marco Enrico Bossi e racchiude del materiale fonico proveniente dal precedente strumento opera dei fratelli Serassi. L'organo ha due tastiere di 58 note ciascuna e una pedaliera di 27, con un totale di 30 registri.
Sulla destra del presbiterio, nell'intercolumnio fra la navata centrale e quella laterale destra dell'abside, è presente un secondo organo a canne, costruito dalla ditta Pedrini nel 1982.
Lo strumento, a trasmissione mista, meccanica per i manuali e il pedale ed elettrica per i registri, ha tre tastiere di 61 note ciascuna e una pedaliera concavo-radiale di 32 note.

#### La cripta

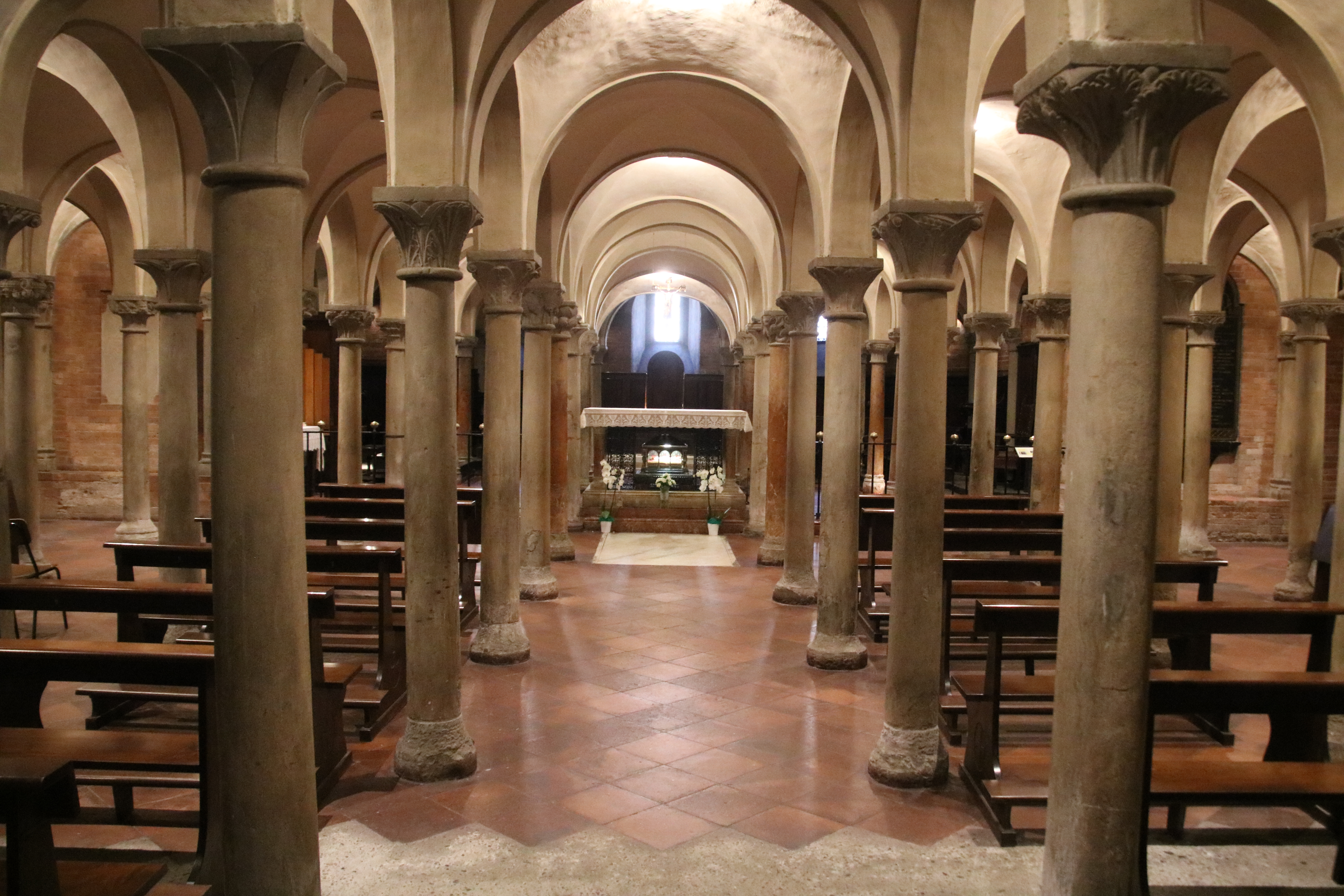
Vista della cripta

Sotto al presbiterio si trova la cripta, dedicata a santa Giustina, il cui culto si era diffuso a Piacenza durante la successione episcopale fra Giovanni Filagato, di origini greco-italiche, e il vescovo Sigifredo. Nonostante sia stata sottoposta a numerose modifiche, tra cui spiccano i restauri di inizio novecento guidati dall'architetto Guidotti, è possibile identificare la cripta come la parte più antica dell'intero edificio.
La cripta è caratterizzata da una pianta a croce greca ed è diviso in varie navate da un totale di 108 colonnine, 62 delle quali isolate, mentre le restanti risultano incastrate nelle pareti. Le colonnine terminano in capitelli con decorazioni antropomorfe, zoomorfe e vegetali. L'altare maggiore è dedicato a santa Giustina, della quale sono conservate alcune reliquie; l'altare di sinistra fu, originariamente, dedicato ai santi Artemio, Candida e Paolina, mentre l'altare posto sul lato destro è consacrato a san Nicola da Bari. Su una parete è presente il dipinto Gesù Crocifisso fra i santi Giovanni Battista e Giustina, la cui realizzazione fu voluta, nel 1576, da Filippo Schiavi. Nell'ambiente sono, infine, presenti le tombe di alcuni vescovi di Piacenza.
Nella cripta si trova il terzo organo a canne della chiesa, costruito dalla ditta Pedrini. A trasmissione meccanica, ha un'unica tastiera e pedaliera costantemente unita al manuale.

### Misure
Per un confronto con altre chiese romaniche della regione e la basilica di San Pietro in Vaticano si riporta una tabella con le principali misure.
|                           | Duomo di Piacenza | Duomo di Fidenza           | Duomo di Parma              | Duomo di Modena                          | Abbazia di Nonantola | Duomo di Ferrara              | Abbazia di Pomposa        | Abbazia di San Mercuriale                                       | Basilica di San Pietro in Vaticano |
| ------------------------- | ----------------- | -------------------------- | --------------------------- | ---------------------------------------- | -------------------- | ----------------------------- | ------------------------- | --------------------------------------------------------------- | ---------------------------------- |
| Lunghezza totale esterna  | 85 m              | 50,5 m                     | 81,7 m (escluso il protiro) | 66,9 m                                   | 45,4 m               | 65 m (escluso il coro 48,5 m) | 44 m (con atrio e abside) | 32,5 m (originaria) 46,2 m (a seguito di lavori rinascimentali) | 218 m                              |
| Lunghezza totale interna  | -                 | 47 m                       | 78,5 m                      | 63,1 m                                   | 52 m                 | -                             | 42 m                      | -                                                               | 186,36 m                           |
| Larghezza totale facciata | 32 m              | 26,6 m (comprese le torri) | 28 m                        | 24,7 m                                   | 25,1 m               | 22,1 m                        | 18,35 m                   | 15,40 m (escluso il campanile)                                  | 114,69 m                           |
| Altezza esterna facciata  | 32 m              | -                          | 29 m                        | 22,3 m (coi pinnacoli 29,6 m)            | -                    | 17 m                          | 14,1 m                    | 12,85 m                                                         | 45,44 m                            |
| Altezza campanile         | 72,5 m            | -                          | 64 m                        | 86,12 m (compreso rialzo del XIV secolo) | -                    | 45 m                          | 48,5 m                    | 75,58 m                                                         | -                                  |

## Museo
A partire dal 2015, è attivo all'interno della cattedrale, Kronos - Museo della cattedrale di Piacenza, che conserva al suo interno un trittico trecentesco opera del pittore Serafino de' Serafini, diverse sculture in legno e in cartapesta, una sezione dedicata a oggetti consacrati realizzati con materiali preziosi, una piccola pinacoteca con diverse pale d'altare, tra cui I diecimila martiri crocifissi di Giovanni Andrea Sirani, la Madonna dello Zitto di Giovanni Battista Tagliasacchi e la Morte di san Francesco Saverio di Robert De Longe. Nelle sacrestie superiori è presente una sezione dedicata ai paramenti sacri, mentre nell'ultima sezione del museo si trova il Libro del Maestro, conosciuto anche come Codice 65, un volume miniato risalente ai primi anni del XII secolo che tratta di astronomia, astrologia, cicli lunari e il loro influsso sull'uomo, agricoltura e, infine, consigli e rimedi contro malattie per ogni stagione dell'anno.
La visita al museo può essere integrata con la salita alla cupola affrescata dal Morazzone e dal Guercino.